# Augustas lilla felsteg
Augustas lilla felsteg är en svensk film från 1933 i regi av Thor Modéen. Manuset är en bearbetning av Siegfried Fischers pjäs med samma namn.

## Handling
Kärlek, kräftor, alkoholhaltiga drycker och en stöld av 300 kr ställer till det för de inblandade.

## Om filmen
Filmen, som är Thor Modéens enda som regissör, spelades in mellan den 25 augusti och den 17 oktober 1932 i Filmstaden med exteriörscener från Södermalm och Bogesundslandet. Premiären ägde rum den 30 januari 1933. På grund av "närgångsscener" blev den först tillåten från 15 år, men den 4 maj 1938 blev den på nytt granskad och då barntillåten, med ett förförelseförsök på ett hotellrum bortklippt.
Augustas lilla felsteg har visats i SVT, bland annat 2004, i augusti 2021 och i september 2023. Versionen som visas på TV är den förkortade versionen från 1938, som tros vara den enda version som finns bevarad.

## Rollista
- Edvard Persson – Smulle Månsson, målarmästare
- Tyra Leijman-Uppström – Klara Månsson, Smulles hustru
- Aino Taube – Ingrid Månsson, Smulle och Klaras dotter
- Siegfried Fischer – David Magnusson, fabriksarbetare
- Dagmar Ebbesen – Augusta Magnusson, Davids hustru
- Rut Holm – Lisa, Augustas dotter
- Nils Jacobsson – Einar Hallbäck, Davids fosterson
- Thor Modéen – Holger Jönsgård, före detta Jönsson, lantbruksagronom från Mjölby
- Hugo Jacobson – Petter Söderqvist, lumpsamlare
- Arthur Fischer – fabrikör Hagström
- Werner Ohlson – Helge Hagström, fabrikör Hagströms son

### Ej krediterade
- Carl Ericson – brevbärare
- Greta Schönström – kontorsflicka hos fabrikör Hagström
- Harald Wehlnor – otrevlig tågpassagerare med hatt
- Helge Kihlberg – biljettförsäljare

## Musik i filmen
- Aj, aj, Augusta, kompositör Pierre Leblanc, sång John Wilhelm Hagberg
- Pojkarne (Jag minns den ljuva tiden) operan "Armide, kompositör Christoph Willibald Gluck, svensk text 1797 Anna Maria Lenngren, sång Dagmar Ebbesen
- Nubbvisa, kompositör Fred Winter, sång Siegfried Fischer, Dagmar Ebbesen, Edvard Persson, Tyra Leijman-Uppström, Thor Modéen, Rut Holm, Hugo Jacobson och Nils Jacobsson
- En kyss, en kyss i mörkt och kulet väder, sång Hugo Jacobson
- Daisy Bell (Isabella), kompositör och text Harry Dacre, svensk text Alma Rek, musikarrangör Sam Rydberg, sång Siegfried Fischer, Dagmar Ebbesen, Edvard Persson, Tyra Leijman-Uppström, Thor Modéen, Rut Holm och Hugo Jacobson
- På Forsviks gård bland grevar och baroner, sång Tyra Leijman-Uppström
- Å så rulla vi på kuttingen igen, text Emil Norlander, sång Hugo Jacobson, Siegfried Fischer, Dagmar Ebbesen, Edvard Persson, Tyra Leijman-Uppström, Thor Modéen och Rut Holm
- Kalle P. (Gigerl-marsch), kompositör Josef Franz Wagner,  svensk text och musikbearbetning 1891 Edouard Laurent, sång Edvard Persson
- Fia Jansson (Känner ni Fia Jansson), svensk text 1900 Emil Norlander, sång Dagmar Ebbesen
- Jag vill bygga dig en boning, sång Siegfried Fischer och Hugo Jacobson
- För sockret det betalar man en krona, sång Hugo Jacobson
- Alpens ros (Högt på alpens isbelagda spira/Uppå alpens isbelagda spira), svensk text 1871 Wilhelmina Hoffman, sång Thor Modéen
- Aa, Dagmar (Oh, Dagmar), kompositör och dansk text 1896 Olfert Jespersen, sång Hugo Jacobson
- Ta-Ra-Ra-Boom-De-Ré/A Sweet Tuxedo Girl Am I (Ta-ra-ra-bom-ta-ra!/Hvar Stockholmsflicka är så nätt), engelsk text 1891 Henry J. Sayers svensk text 1892 Alma Rek, sång Siegfried Fischer
- Albertina (Där byggdes ett skepp uti Norden), text Evert Taube, sång Edvard Persson, Hugo Jacobson, Siegfried Fischer, Dagmar Ebbesen, Tyra Leijman-Uppström, Thor Modéen och Rut Holm
- Från Engeland till Skottland (Skepparvisa/I 'Engelska kanalen där seglade en brigg), sång Hugo Jacobson, Siegfried Fischer, Dagmar Ebbesen, Edvard Persson, Tyra Leijman-Uppström, Thor Modéen och Rut Holm
- Du är den bild jag i mitt hjärta gömmer, kompositör Fred Winter, text Fritz Gustaf

## DVD
Filmen gavs ut på DVD 2004 och 2013.

### Webbkällor
- Augustas lilla felsteg på Svensk Filmdatabas
- Augustas lilla felsteg på Internet Movie Database (engelska)